# Armeria godayana
Armeria godayana är en triftväxtart som beskrevs av Font Quer. Armeria godayana ingår i släktet triftar, och familjen triftväxter. Inga underarter finns listade i Catalogue of Life.